# Yerko Leiva
Yerko Bastián Leiva Lazo (* 14. Juni 1998 in Santiago de Chile) ist ein chilenischer Fußballspieler. Der Mittelfeldspieler gab im Juni 2017 sein Debüt in der Nationalmannschaft.

## Karriere

### Verein
Nachdem er die Jugendmannschaften des Universidad de Chile durchlaufen hatte, rückte Yerko Leiva im Januar 2016 in die Profimannschaft auf. Sein Ligadebüt bestritt er am 25. Januar 2016 beim 8:1-Heimsieg gegen CD O’Higgins, als er in der 77. Minute für Mathías Corujo eingewechselt wurde. Bereits elf Minuten später erzielte er seinen ersten Treffer. 2017 feierte er mit seinem Verein den Gewinn der Clausura. Nach 35 Ligaeinsätzen, in denen er drei Tore erzielte, wurde sein Vertrag zum 1. Juli 2019 nicht verlängert.
Am 17. August schloss er sich dem Erstligisten Unión La Calera an, wo er einen Einjahresvertrag unterzeichnete. Die Saison 2019 beendete er mit sieben Einsätzen, in denen er ohne Torerfolg blieb.
Am 16. Januar 2020 wechselte Yerko Leiva zum mexikanischen Erstligisten Club Necaxa. Sein Debüt bestritt er am 10. Februar 2020 (5. Spieltag der Clausura) bei der 1:2-Auswärtsniederlage gegen den FC Juárez, als er in der 82. Spielminute für Fernando Arce eingewechselt wurde. Aufgrund der verkürzten Clausura 2020 bestritt er in der Saison 2019/20 nur vier Ligaspiele und blieb ohne Torbeteiligung. In der darauf folgenden Spielzeit 2020/21 stand er in acht Ligaspielen auf dem Platz.
Am 31. März 2021 wurde er bis Jahresende an den chilenischen Erstligisten Curicó Unido verliehen. Auch nach der Leihe blieb Leiva bei Curicó und wechselte fix zum Verein aus dem Süden Chiles. 2024 wurde er an CD O’Higgins verliehen.

### Nationalmannschaft
Leiva bestritt vier Einsätze für die U-17 und einen für die U-20-Nationalmannschaft Chiles. Am 2. Juni 2017 debütierte er in einem Freundschaftsspiel gegen Burkina Faso in der A-Nationalmannschaft. Er betrat das Spielfeld in der 78. Minute als Ersatz für Arturo Vidal.

## Erfolge
Universidad de Chile
- Chilenischer Meister: 2016/17-C